# Thomas Lutz
Thomas Lutz est un historien et politologue allemand né en 1957 à Darmstadt. Il est à la tête du musée Topographie de la terreur à Berlin et participe activement à l’éducation et à la recherche sur l’Holocauste aux niveaux national (allemand) et international,,.

## Biographie
Il effectue des études d'histoire et de politique afin de devenir professeur d'enseignement secondaire de 1981 à 1984.
Dans le cadre de l'Action Reconciliation Service for Peace (en) (ARSP), il supervise des visites de groupes guidées au musée d'Auschwitz-Birkenau.
Depuis 1984, il travaille au bureau berlinois d' ARSP sur le tout nouveau département Memorial Museums, qui coordonne le travail des sites commémoratifs, en particulier ceux axés sur la reconnaissance et la documentation des victimes de l' Holocauste. Sa mission comprend également le conseil aux gouvernements, aux parlements et aux organisations non gouvernementales, ainsi que divers travaux éducatifs et relations publiques. Depuis 1992, il travaille au même titre pour la fondation Topography of Terror à Berlin.
Thomas Lutz est président du conseil international de la Brandenburg Memorial Foundation. Il est également responsable des mémoriaux des camps de concentration du groupe de travail en Allemagne. Le commissaire fédéral à la culture et aux médias l'a nommé au sein de l'organe d'experts chargé de donner des avis sur la dotation financière dans le cadre de l'inventaire de sites commémoratifs fédéraux.
Au niveau international, il a co-fondé le Comité international des musées commémoratifs en mémoire des victimes de crimes publics (ICMEMO) en tant que Comité international du Conseil international des musées (ICOM) en 2001 à Barcelone. Il est vice-président de l'ICMEMO.
Depuis 2000, il est l’un des délégués allemands du groupe de travail sur la coopération internationale en matière d’éducation, de mémoire et de recherche sur l’Holocauste, auquel participent actuellement 33 pays. Il a présidé deux fois le groupe de travail Alliance internationale pour la mémoire de l'Holocauste (IHRA).
Il participe aux universités organisées par le Mémorial de la Shoah à destination des enseignants du second degré.
Ses travaux de recherche portent notamment sur l'historiographie du nazisme et de l'Europe sous domination nazie durant la Seconde Guerre mondiale.

## Publications
- Thomas Lutz, « Stasi = Gestapo? », dans : Stasi-Dossier der Bundeszentrale für politische Bildung [lire en ligne]
- Thomas Lutz, Monika Hölscher, Viola Krause (ed.), Geschichte und Geschichtsbilder. Der Erste und Zweite Weltkrieg. POLIS 57, Centre d'État d'éducation politique de Hesse (de), Wiesbaden 2016
- International Holocaust Remembrance Alliance (ed.) ; Thomas Lutz, Corry Guttstadt, Bernd Rother, Yessica San Román (éd.), Bystanders, Rescuers or Perpetrators? The Neutral Countries and the Shoah, IHRA-series, vol 2, Berlin 2016, 336 p.
- Elke Gryglewski, Verena Haug, Gottfried Kößler, Thomas Lutz, Christa Schikorra (éds.), Gedenkstättenpädagogik. Kontext, Theorie und Praxis der Bildungsarbeit zu NS-Verbrechen, Berlin 2015,  (ISBN 978-3-86331-243-5).
- Thomas Lutz, « Die Entstehung, Entwicklung und gesellschaftliche Bedeutung des „Zeitzeugen" », dans : Dagi Knellessen und Ralf Possekel im Auftrag der Stiftung EVZ (éd.), Zeugnisformen. Bericht, künstlerische Werke und Erzählungen von NS-Verfolgten, Reihe Bildungsarbeit mit Zeugnissen, vol. 1, Berlin 2015, p. 45–56.
- International Holocaust Remembrance Alliance (éd.), Thomas Lutz, David Silberklang, Piotr Trojanski, Juliane Wetzel, Miriam Bistrovic (Mitherausgeber), Killing Sites - Research and Remembrance, IHRA-series, vol 1, Berlin 2015,  (ISBN 978-3-86331-233-6).
- International Holocaust Remembrance Alliance (éd.) ; Thomas Lutz, Corry Guttstadt, Bernd Rother, Yessica San Román (Mitherausgeber), Bystanders, Rescuers or Perpetrators? The Neutral Countries and the Shoah, IHRA-series, vol 2, Berlin 2016,  (ISBN 978-3-86331-287-9).
- Stiftung Topographie des Terrors (éd.), Thomas Lutz (conservateur), Das Gesicht des Gettos. Bilder jüdischer Photographen aus dem Getto Litzmannstadt 1940–1944. catalogue de l'exposition (allemand et anglais), Berlin 2010,  (ISBN 978-3-941772-08-3).
- Thomas Lutz, Zwischen Vermittlungsanspruch und emotionaler Wahrnehmung. Die Gestaltung neuer Dauerausstellungen in Gedenkstätten für NS-Opfer in Deutschland und deren Bildungsanspruch Technische Universität Berlin: Berlin, 2009[5]
- Dietmar Sedlaczek, Thomas Lutz, Ulrike Puvogel, Ingrid Tomkowiak (éds.), "minderwertig" und "asozial". Stationen der Verfolgung gesellschaftlicher Außenseiter Chronos Verlag: Zürich 2005,  (ISBN 978-3-0340-0716-0).
- Verena Radkau, Eduard Fuchs, Thomas Lutz (éd.): Genozide und staatliche Gewaltverbrechen im 20. Jahrhundert Studien Verlag: Innsbruck, Wien, München, Bozen 2004,  (ISBN 978-3-7065-4060-5)[6].